# Pasilobus kotigeharus
Pasilobus kotigeharus là một loài nhện trong họ Araneidae.
Loài này thuộc chi Pasilobus. Pasilobus kotigeharus được Benoy Krishna Tikader miêu tả năm 1963.